# Dichapetalum steenisii
Dichapetalum steenisii är en tvåhjärtbladig växtart. Dichapetalum steenisii ingår i släktet Dichapetalum och familjen Dichapetalaceae.

## Underarter
Arten delas in i följande underarter:
- D. s. celebicum
- D. s. steenisii